# Алеутас
Гора Алеутас (Святой камень Алеутас) — урочище,  расположенное в 2 км к северу от бывшего посёлка Прохладного на междуречье рек Куралы и Бердянки близ отметки 284,9 м, в 10,5 км к юго-востоку от села Перовка, в Соль-Илецком районе Оренбургской области. Памятник природы регионального значения.
Оно представляет собой глыбы кварцевых песчаников высотой до 2,5 м разбросанных на территории площадью 120 кв. м. Здесь растут берёзы, шиповник и спирея зверобоелистная.
С языческих времён до наших дней гора почитается у местных жителей, особенно казахов, и используется как святилище.
Памятник природы имеет важное научное значение, в нем представлены редкие для Урало-Илекского междуречья останцы выветривания, а также отражены геохимические процессы, проходившие в юрское время.